# Lista campionilor mondiali la patinaj viteză individual

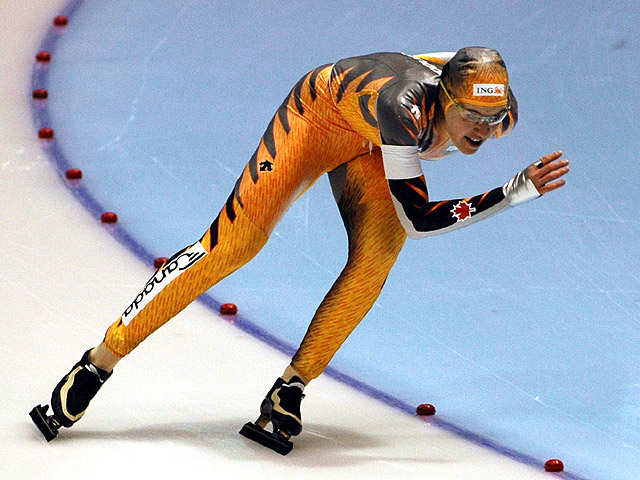
Clara Hughes

## Locul competiției
- 1996:  Norvegia, Hamar
- 1997:  Polonia, Varșovia
- 1998:  Canada, Calgary
- 1999:  Țările de Jos, Heerenveen
- 2000:  Japonia, Nagano
- 2001:  Statele Unite ale Americii, Salt Lake City
- 2003:  Germania, Berlin
- 2004:  Coreea de Sud, Seoul
- 2005:  Germania, Inzell
- 2007:  Statele Unite ale Americii, Salt Lake City
- 2008:  Japonia, Nagano
- 2009:  Canada, Richmond
- 2011:  Germania, Inzell
- 2012:  Țările de Jos, Heerenveen

## Campioni

### Femei
| CM   | 500 m                                                      | 1000 m                                                     | 1500 m                                        | 3000 m                                        | 5000 m                                        |
| ---- | ---------------------------------------------------------- | ---------------------------------------------------------- | --------------------------------------------- | --------------------------------------------- | --------------------------------------------- |
| 1996 | Schurowa, Swetlana Swetlana Sergejewna Schurowa (RUS)      | Thomas, Annamarie Annamarie Thomas (NED)                   | Thomas, Annamarie Annamarie Thomas (NED)      | Niemann, Gunda Gunda Niemann-Stirnemann (GER) | Pechstein, Claudia Claudia Pechstein (GER)    |
| 1997 | Ruihong, Xue Xue Ruihong (CHN)                             | Thomas, Annamarie Marianne Timmer (NED)                    | Niemann, Gunda Gunda Niemann-Stirnemann (GER) | Niemann, Gunda Gunda Niemann-Stirnemann (GER) | Niemann, Gunda Gunda Niemann-Stirnemann (GER) |
| 1998 | LeMay Doan, Catriona Catriona LeMay Doan (CAN)             | Witty, Chris Chris Witty (USA)                             | Friesinger, Anni Anni Friesinger (GER)        | Niemann, Gunda Gunda Niemann-Stirnemann (GER) | Niemann, Gunda Gunda Niemann-Stirnemann (GER) |
| 1999 | LeMay Doan, Catriona Catriona LeMay Doan (CAN)             | Thomas, Annamarie Marianne Timmer (NED)                    | Hunyady, Emese Emese Hunyady (AUT)            | Niemann, Gunda Gunda Niemann-Stirnemann (GER) | Niemann, Gunda Gunda Niemann-Stirnemann (GER) |
| 2000 | Garbrecht, Monique Monique Garbrecht-Enfeldt (GER)         | Garbrecht, Monique Monique Garbrecht-Enfeldt (GER)         | Pechstein, Claudia Claudia Pechstein (GER)    | Pechstein, Claudia Claudia Pechstein (GER)    | Niemann, Gunda Gunda Niemann-Stirnemann (GER) |
| 2001 | LeMay Doan, Catriona Catriona LeMay Doan (CAN)             | Garbrecht-Enfeldt, Monique Monique Garbrecht-Enfeldt (GER) | Friesinger, Anni Anni Friesinger (GER)        | Niemann, Gunda Gunda Niemann-Stirnemann (GER) | Niemann, Gunda Gunda Niemann-Stirnemann (GER) |
| 2003 | Garbrecht-Enfeldt, Monique Monique Garbrecht-Enfeldt (GER) | Friesinger, Anni Anni Friesinger (GER)                     | Friesinger, Anni Anni Friesinger (GER)        | Friesinger, Anni Anni Friesinger (GER)        | Pechstein, Claudia Claudia Pechstein (GER)    |
| 2004 | Manli, Wang Wang Manli (CHN)                               | Friesinger, Anni Anni Friesinger (GER)                     | Friesinger, Anni Anni Friesinger (GER)        | Pechstein, Claudia Claudia Pechstein (GER)    | Hughes, Clara Clara Hughes (CAN)              |
| 2005 | Manli, Wang Wang Manli (CHN)                               | de Loor, Barbara Barbara de Loor (NED)                     | Klassen, Cindy Cindy Klassen (CAN)            | Klassen, Cindy Cindy Klassen (CAN)            | Friesinger, Anni Anni Friesinger (GER)        |
| 2007 | Wolf, Jenny Jenny Wolf (GER)                               | Wuest, Ireen Ireen Wüst (NED)                              | Wuest, Ireen Ireen Wüst (NED)                 | Sablikova, Martina Martina Sáblíková (CZE)    | Sablikova, Martina Martina Sáblíková (CZE)    |
| 2008 | Wolf, Jenny Jenny Wolf (GER)                               | Friesinger, Anni Anni Friesinger (GER)                     | Friesinger, Anni Anni Friesinger (GER)        | Groves, Kristina Kristina Groves (CAN)        | Sablikova, Martina Martina Sáblíková (CZE)    |
| 2009 | Wolf, Jenny Jenny Wolf (GER)                               | Nesbitt, Christine Christine Nesbitt (CAN)                 | Friesinger, Anni Anni Friesinger (GER)        | Groenewald, Renate Renate Groenewold (NED)    | Sablikova, Martina Martina Sáblíková (CZE)    |

### Bărbați
| CM   | 500 m                                        | 1000 m                                                           | 1500 m                                   | 3000 m                                     | 5000 m                               |
| ---- | -------------------------------------------- | ---------------------------------------------------------------- | ---------------------------------------- | ------------------------------------------ | ------------------------------------ |
| 1996 | Shimizu, Hiroyasu Hiroyasu Shimizu (JPN)     | Klewtschenja, Sergei Sergei Konstantinowitsch Klewtschenja (RUS) | Straathof, Jeroen Jeroen Straathof (NED) | Postma, Ids Ids Postma (NED)               | Romme, Gianni Gianni Romme (NED)     |
| 1997 | Horii, Manabu Manabu Horii (JPN)             | Sondral, Adne Ådne Søndrål (NOR)                                 | Ritsma, Rintje Rintje Ritsma (NED)       | Ritsma, Rintje Rintje Ritsma (NED)         | Romme, Gianni Gianni Romme (NED)     |
| 1998 | Shimizu, Hiroyasu Hiroyasu Shimizu (JPN)     | Bouchard, Sylvain Sylvain Bouchard (CAN)                         | Søndral, Adne Ådne Søndrål (NOR)         | Romme, Gianni Gianni Romme (NED)           | Romme, Gianni Gianni Romme (NED)     |
| 1999 | Shimizu, Hiroyasu Hiroyasu Shimizu (JPN)     | Bos, Jan Jan Bos (NED)                                           | Postma, Ids Ids Postma (NED)             | Romme, Gianni Gianni Romme (NED)           | Jong, Bob de Bob de Jong (NED)       |
| 2000 | Shimizu, Hiroyasu Hiroyasu Shimizu (JPN)     | Søndral, Adne Ådne Søndrål (NOR)                                 | Postma, Ids Ids Postma (NED)             | Romme, Gianni Gianni Romme (NED)           | Romme, Gianni Gianni Romme (NED)     |
| 2001 | Shimizu, Hiroyasu Hiroyasu Shimizu (JPN)     | Wotherspoon, Jeremy Jeremy Wotherspoon (CAN)                     | Søndral, Adne Ådne Søndrål (NOR)         | Jong, Bob de Bob de Jong (NED)             | Verheijen, Carl Carl Verheijen (NED) |
| 2003 | Wotherspoon, Jeremy Jeremy Wotherspoon (CAN) | Wennemars, Erben Erben Wennemars (NED)                           | Wennemars, Erben Erben Wennemars (NED)   | Uytdehaage, Jochem Jochem Uytdehaage (NED) | Jong, Bob de Bob de Jong (NED)       |
| 2004 | Wotherspoon, Jeremy Jeremy Wotherspoon (CAN) | Wennemars, Erben Erben Wennemars (NED)                           | Davis, Shani Shani Davis (USA)           | Hedrick, Chad Chad Hedrick (USA)           | Verheijen, Carl Carl Verheijen (NED) |
| 2005 | Kato, Joji Jōji Katō (JPN)                   | Wetten, Even Even Wetten (NOR)                                   | Stordal, Rune Rune Stordal (NOR)         | Hedrick, Chad Chad Hedrick (USA)           | Jong, Bob de Bob de Jong (NED)       |
| 2007 | Lee, Kang-Seok Lee Kang-seok (KOR)           | Davis, Shani Shani Davis (USA)                                   | Davis, Shani Shani Davis (USA)           | Kramer, Sven Sven Kramer (NED)             | Kramer, Sven Sven Kramer (NED)       |
| 2008 | Wotherspoon, Jeremy Jeremy Wotherspoon (CAN) | Davis, Shani Shani Davis (USA)                                   | Morrison, Denny Denny Morrison (CAN)     | Kramer, Sven Sven Kramer (NED)             | Kramer, Sven Sven Kramer (NED)       |
| 2009 | Lee, Kang-Seok Lee Kang-seok (KOR)           | Marsicano, Trevor Trevor Marsicano (USA)                         | Davis, Shani Shani Davis (USA)           | Kramer, Sven Sven Kramer (NED)             | Kramer, Sven Sven Kramer (NED)       |

## Clasament pe țări
| Loc | Țara                       | din  | până în | Aur | Argint | Bronz | Total |
| --- | -------------------------- | ---- | ------- | --- | ------ | ----- | ----- |
| 1.  | Germania                   | 1996 | 2009    | 35  | 27     | 12    | 74    |
| 2.  | Canada                     | 1998 | 2009    | 10  | 9      | 17    | 36    |
| 3.  | Țările de Jos              | 1996 | 2009    | 9   | 13     | 15    | 37    |
| 4.  | Cehia                      | 2007 | 2009    | 4   | 1      | 0     | 5     |
| 5.  | China                      | 1997 | 2009    | 3   | 5      | 1     | 9     |
| 6.  | Rusia                      | 1996 | 2001    | 1   | 3      | 1     | 5     |
| 7.  | Statele Unite ale Americii | 1996 | 2005    | 1   | 2      | 4     | 7     |
| 8.  | Oesterreich Austria        | 1996 | 1999    | 1   | 0      | 2     | 3     |
| 9.  | Japonia                    | 1996 | 2009    | 0   | 3      | 8     | 11    |
| 10. | Belarus                    | 2003 | 2004    | 0   | 1      | 1     | 2     |
| 11. | Coreea de Sud              | 2005 | 2009    | 0   | 0      | 2     | 2     |
| 12. | Italia                     | 1996 | 1996    | 0   | 0      | 1     | 1     |
| 12. | Kazahstan                  | 1996 | 1996    | 0   | 0      | 1     | 1     |

Situația după: CM 2009

## Clasament femei
| Loc | Nume                                | Țara                       | din  | până în | Aur | Argint | Bronz | Total |
| --- | ----------------------------------- | -------------------------- | ---- | ------- | --- | ------ | ----- | ----- |
| 1.  | Anni Friesinger                     | Germania                   | 1997 | 2009    | 12  | 9      | 1     | 22    |
| 2.  | Gunda Niemann-Stirnemann            | Germania                   | 1996 | 2001    | 11  | 3      | 0     | 14    |
| 3.  | Claudia Pechstein                   | Germania                   | 1996 | 2008    | 5   | 11     | 7     | 23    |
| 4.  | Monique Garbrecht-Enfeldt           | Germania                   | 1999 | 2003    | 4   | 2      | 0     | 6     |
| 5.  | Sablíková, MartinaMartina Sáblíková | Cehia                      | 2007 | 2009    | 4   | 1      | 0     | 5     |
| 6.  | Kristina Groves                     | Canada                     | 2005 | 2009    | 3   | 3      | 7     | 13    |
| 7.  | Ireen Wüst                          | Țările de Jos              | 2007 | 2009    | 3   | 3      | 0     | 6     |
| 8.  | Catriona LeMay Doan                 | Canada                     | 1998 | 2001    | 3   | 1      | 3     | 7     |
| 9.  | Christine Nesbitt                   | Canada                     | 2007 | 2009    | 3   | 1      | 2     | 6     |
| 10. | Jenny Wolf                          | Germania                   | 2007 | 2009    | 3   | 0      | 0     | 3     |
| 11. | Cindy Klassen                       | Canada                     | 2001 | 2007    | 2   | 3      | 4     | 9     |
| 12. | Renate Groenewold                   | Țările de Jos              | 2007 | 2009    | 2   | 3      | 0     | 5     |
| 13. | Marianne Timmer                     | Țările de Jos              | 1997 | 2005    | 2   | 2      | 3     | 7     |
| 14. | Wang Manli                          | China                      | 2003 | 2005    | 2   | 1      | 0     | 3     |
| 15. | Annamarie Thomas                    | Țările de Jos              | 1996 | 1996    | 2   | 0      | 0     | 2     |
| 16. | Clara Hughes                        | Canada                     | 2003 | 2009    | 1   | 4      | 1     | 6     |
| 17. | Schurowa, SwetlanaSwetlana Schurowa | Rusia                      | 1996 | 2001    | 1   | 3      | 1     | 5     |
| 18. | Paulien van Deutekom                | Țările de Jos              | 2007 | 2008    | 1   | 3      | 0     | 4     |
| 19. | Sabine Völker                       | Germania                   | 1997 | 2007    | 1   | 2      | 0     | 3     |
| 20. | Chris Witty                         | Statele Unite ale Americii | 1996 | 2000    | 1   | 1      | 1     | 3     |
| 21. | Brittany Schussler                  | Canada                     | 2008 | 2009    | 1   | 1      | 0     | 2     |
| 22. | Daniela Anschütz-Thoms              | Germania                   | 2005 | 2008    | 1   | 0      | 3     | 4     |
| 23. | Emese Hunyady                       | Oesterreich Austria        | 1996 | 1999    | 1   | 0      | 2     | 3     |
| 24. | Barbara de Loor                     | Țările de Jos              | 2005 | 2005    | 1   | 0      | 0     | 1     |
| 24. | Shannon Rempel                      | Canada                     | 2007 | 2007    | 1   | 0      | 0     | 1     |
| 24. | Xue, RuihongXue Ruihong             | China                      | 1997 | 1997    | 1   | 0      | 0     | 1     |

Situația duopă: CM 2009

## Clasament bărbați
| Loc | Nume                                    | Țara                       | din  | până în | Aur | Argint | Bronz | Total |
| --- | --------------------------------------- | -------------------------- | ---- | ------- | --- | ------ | ----- | ----- |
| 1.  | Sven Kramer                             | Țările de Jos              | 2007 | 2009    | 9   | 1      | 0     | 10    |
| 2.  | Gianni Romme                            | Țările de Jos              | 1996 | 2004    | 7   | 2      | 3     | 12    |
| 3.  | Erben Wennemars                         | Țările de Jos              | 1999 | 2008    | 6   | 2      | 3     | 11    |
| 4.  | Carl Verheijen                          | Țările de Jos              | 2001 | 2009    | 5   | 6      | 2     | 13    |
| 5.  | Hiroyasu Shimizu                        | Japonia                    | 1996 | 2005    | 5   | 3      | 2     | 10    |
| 6.  | Shani Davis                             | Statele Unite ale Americii | 2004 | 2009    | 5   | 1      | 1     | 7     |
| 7.  | Bob de Jong                             | Țările de Jos              | 1997 | 2009    | 4   | 7      | 4     | 15    |
| 8.  | Ådne Søndrål                            | Norvegia                   | 1996 | 2001    | 4   | 6      | 0     | 10    |
| 9.  | Jeremy Wotherspoon                      | Canada                     | 1998 | 2008    | 4   | 3      | 3     | 10    |
| 10. | Ids Postma                              | Țările de Jos              | 1996 | 2000    | 3   | 1      | 0     | 4     |
| 11. | Rintje Ritsma                           | Țările de Jos              | 1997 | 1999    | 2   | 2      | 1     | 5     |
| 12. | Chad Hedrick                            | Statele Unite ale Americii | 2004 | 2005    | 2   | 0      | 2     | 4     |
| 13. | Wouter Olde Heuvel                      | Țările de Jos              | 2008 | 2009    | 2   | 0      | 1     | 3     |
| 14. | Lee, Kang-seokLee Kang-seok             | Coreea de Sud              | 2007 | 2009    | 2   | 0      | 0     | 2     |
| 15. | Denny Morrison                          | Canada                     | 2007 | 2009    | 1   | 3      | 3     | 7     |
| 16. | Jan Bos                                 | Țările de Jos              | 1997 | 2005    | 1   | 3      | 1     | 5     |
| 17. | Mark Tuitert                            | Țările de Jos              | 2005 | 2009    | 1   | 2      | 0     | 3     |
| 18. | Trevor Marsicano                        | Statele Unite ale Americii | 2009 | 2009    | 1   | 1      | 2     | 4     |
| 19. | Klewtschenja, SergeiSergei Klewtschenja | Rusia                      | 1996 | 2001    | 1   | 1      | 1     | 3     |
| 20. | Sylvain Bouchard                        | Canada                     | 1998 | 1998    | 1   | 1      | 0     | 2     |
| 21. | Jōji Katō                               | Japonia                    | 2005 | 2008    | 1   | 0      | 1     | 2     |
| 21. | Even Wetten                             | Norvegia                   | 2005 | 2005    | 1   | 0      | 1     | 2     |
| 23. | Manabu Horii                            | Japonia                    | 1997 | 1997    | 1   | 0      | 0     | 1     |
| 23. | Rune Stordal                            | Norvegia                   | 2005 | 2005    | 1   | 0      | 0     | 1     |
| 23. | Jeroen Straßhofs                        | Țările de Jos              | 1996 | 1996    | 1   | 0      | 0     | 1     |
| 23. | Jochem Uytdehaage                       | Țările de Jos              | 2003 | 2003    | 1   | 0      | 0     | 1     |

Situația după: CM 2009